# Berhaneyesus Demerew Souraphiel
Berhaneyesus Demerew Souraphiel, né à Tchela Claka le 14 juillet 1948, est l'actuel Archéparque d'Addis-Abeba, et à ce titre primat de l'Église catholique éthiopienne, depuis le 7 juillet 1999, cardinal depuis février 2015.

## Biographie
Né en Éthiopie, non loin d'Harar, c'est au grand séminaire de Makanissa qu'il entreprend ses études religieuses et entre dans la Congrégation de la Mission, dont les prêtres sont connus sous le nom de lazaristes. Il est ordonné prêtre le 4 juillet 1976.
En 1990, il est nommé supérieur provincial des lazaristes d'Éthiopie. En 1994, il est nommé par le pape Jean-Paul II préfet apostolique de Jimma-Bonga.

### Évêque puis archevêque métropolitain
Le 7 novembre 1997, il est nommé administrateur apostolique d'Addis-Abeba et évêque titulaire de Bita (de). Il reçoit la consécration épiscopale des mains du cardinal Paulos Tzadua, le 25 janvier 1998. Le 7 juillet 1999, il est nommé Archéparque d'Addis-Abeba, succédant au cardinal Tzadua.
Le 9 septembre 2014, il est nommé par le pape François Père synodal pour la troisième assemblée générale extraordinaire du synode des évêques sur la famille qui se déroule du 5 au 19 octobre 2014, en qualité de primat de l'Église éthiopienne et de président de la conférence des évêques d'Éthiopie.
Le 24 juillet 2014, il est élu président de l'Association des conférences épiscopales d'Afrique de l'Est, conférence qui réunit les évêques catholiques de rite latin ou oriental de Djibouti, d'Érythrée, d'Éthiopie, du Kenya du Malawi, d'Ouganda, de Somalie du Soudan, du Soudan du Sud, de Tanzanie et de Zambie.

### Cardinal
Il est créé cardinal le 14 février 2015 par François, en même temps que dix-neuf autres prélats,. Il reçoit alors le titre de San Romano Martire. Le 13 avril suivant, le pape le nomme membre de la Congrégation pour les Églises orientales et membre du conseil pontifical pour la pastorale des migrants et des personnes en déplacement. Il participe au conclave de 2025 qui élit le pape Léon XIV.